# Rumbek East
Rumbek East – hrabstwo w Sudanie Południowym, w stanie Lakes. W 2008 roku liczyło 122 832 mieszkańców (57 107 kobiet i 65 725 mężczyzn) w 16 596 gospodarstwach domowych. Dzieli się na 7 mniejszych jednostek administracyjnych zwanych payam:
- Akot
- Atiaba
- Cueicok
- Maleng-Agok
- Pacong
- Paloch
- Aduel